# Monmouthshire
Monmouthshire (Sir Fynmwy en gal·lès) és un comtat del sud-est de Gal·les. La ciutat més gran és Abergavenny, i la capital es troba a Monmouth.

## Comtat històric
L'històric comtat de Sir Fynwy o Monmouthshire va formar-se a partir de les Marques Gal·leses el 1535. Limitava a l'est per Gloucestershire, al nord-est per Herefordshire, Brecknockshire al nord, i a l'oest per Glamorgan.
Fins al segle xx hi va haver una certa ambigüitat sobre si algunes àrees del comtat pertanyien a Anglaterra o Gal·les, per la redacció de les Lleis del 1535. Amb la divisió administrativa del 1974, el territori pertany definitivament a Gal·les.
Els límits est i sud del comtat històric i de l'actual són els mateixos: el riu Wye i l'estuari de Severn. Malgrat això dos cinquenes parts de l'oest de l'antic comtat actualment estan administrades per altres territoris: Blaenau Gwent, Torfaen, Sir Caerffili i Newport.

## Comtat actual
L'actual divisió administrativa va ser creada l'1 d'abril de 1996 com a sucesor del districte de Monmouth juntament amb la comunitat de Llanelly del Blaenau Gwent, ambdós eren districtes del comtat de Gwent.
L'ús del nom Monmouthshire en anglès, en lloc de Monmouth simplement, ha estat objecte de polèmica, amb l'oposició de dirigents polítics com Paul Murphy de Torfaen. Per àrea, conté el 60% del comtat històric, però només el 20% de la població.
La seu administrativa està a Croesyceiliog, Cwmbran, fora de la seva pròpia jurisdicció, a Torfaen, malgrat que hi ha plans per traslladar-la a Coleg Gwent, Usk.
En comparació amb el territori d'abans de 1974, actualment conté:
- els anteriors municipis d'Abergavenny i Monmouth
- els anteriors districtes urbans de Chepstow i Usk
- els anteriors districtes rurals d'Abergavenny, Chepstow i Monmouth
- l'anterior districte rural de Pontypool, excepte la comunitat de Llanfrechfa Lower
- la parròquia de Llanelly de l'antic districte rural de Crickhowell a Brecknockshire